# Polyrhachis sericata
Polyrhachis sericata é uma espécie de formiga do gênero Polyrhachis, pertencente à subfamília Formicinae.